# 上村頼興
上村 頼興（うえむら よりおき）は、戦国時代の武将。肥後国相良氏の一族である上村氏13代目当主。相良氏17代当主相良晴広の父。上村城主。

## 略歴
頼興の祖父・上村直頼の室は相良氏12代当主・相良為続の姉で、父の上村頼廉は為続の三男が直頼の養子として入ったものであった。故に、13代当主相良長毎は伯父にあたり、16代当主の相良義滋とは従兄弟にあたる。このように宗家と血を分けた関係であったことから、この時代の上村氏は相良一族内に於いて最も有力な庶家であった。
また頼興は稀代の謀略家でもあった。
相良氏の内紛において、大永6年（1526年）に義滋（長唯）が、実弟の長隆を攻撃する際に、頼興に協力を要請したが、頼興は兄弟の争に介入を好まず、拒否した。結局、義滋は、頼興の嫡男晴広（上村頼重）を宗家の養嗣子とすることで協力を取り付けたが、これは家督の譲位に等しい最大限の譲歩であった。以後は、一蓮托生のごとく義滋を補佐し、同年の日向国真幸院の北原氏が来寇した際にも、人吉城を救援した。
実弟・長種は家老に取り立てられ、犬童一族の乱鎮圧の最大の功労者となって八代に勢力を広げると、文武に優れて武功も多く人望の厚い人物であった事から、晴広の相続に際して反乱に及ぶ事を危惧し、義滋と謀って天文4年（1535年）、これを謀殺した。
義滋は次第に八代に居を移し、頼興も古麓城や鷹峯城の城代を勤めるなどしている。
やがて義滋が約束通りに、実子の晴広に相良氏の家督を継がせると、頼興は益々強い影響力を行使するようになった。
天文21年（1552年）8月に自身の従兄弟にして妻の兄でもある岡本地頭の相良頼春も、逆心の気配があるとして謀殺し、その領地と地頭職を自身の四男で稲留氏の養子に入っていた稲留長蔵に継がせた。
天文24年（1555年）に晴広が病没すると、その後をまだ元服前の義陽が継いだので、その後見役となって八代に入ったが、2年後の弘治3年（1557年）2月21日に没した。

### 頼興没後
弘治3年、家督相続に不満を持っていた上村頼興の三人の子息頼孝、頼堅、稲留長蔵は反乱を起こした。義陽は6月10日に豊福城主の頼堅を八代の兵で討ち、福善寺に逃げた頼堅を捕えて同月13日に斬った。頼孝は久木野城に籠ったが、義陽の包囲軍は、頼孝の援軍に来た菱刈重任も返り討ちにし、7月25日にこれを落して、頼孝は菱刈に逃亡した。義陽は薩軍の増援を得て、大畑城・上村城・岡本城を攻撃して鎮圧。頼孝・長蔵は北原氏を頼って日向飯野に逃亡した。後の永禄3年（1560年）、僧を派遣して説得した結果、7月29日に士卒700名と共に頼孝が、その後に長蔵も帰参するが、これは偽計で、ほとぼりの冷めた永禄10年（1567年）に共に攻撃されて切腹を強いられた。